# مارغريت مارتين
مارغريت مارتين (بالإنجليزية: Marguerite Martyn)‏ هي صحفية أمريكية، ولدت في 1880، وتوفيت في 17 أبريل 1948.